# Буоно, Кара
Кара Буоно (англ. Cara Buono, род. 1 марта 1974) — американская актриса, двукратный номинант на премию «Эмми».

## Жизнь и карьера
Буоно родилась и выросла в Бронксе, Нью-Йорк и закончила Колумбийский университет в 1995 году. Как актриса она начала работать с конца восьмидесятых, появляясь сначала на бродвейской сцене, а потом на телевидении. В 1991 году она первый раз была номинирована на премию «Эмми» за роль в телефильме «Эбби, любовь моя», а после сыграла роли второго плана в кинофильмах «Гладиатор», «У воды», «У ковбоев так принято», «Попкорн под кисло-сладким соусом», «Взлом», «Халк», «Ктулху» и «Впусти меня. Сага».
На телевидении Буоно снялась в последнем сезоне сериала «Третья смена» в 2004—2005 годах. Она в основном известна благодаря своей роли доктора Фэй Миллер в четвёртом сезоне сериала «Безумцы», за которую в 2011 году она номинировалась на премию «Эмми» в категории «Лучшая приглашённая актриса в драматическом телесериале». После успеха, однако, Буоно в основном исполняла эпизодические роли в таких сериалах как «Братья и сёстры» и «Гавайи 5.0» и роли второго плана в нескольких телефильмах. Также на телевидении она появилась в сериалах «Клан Сопрано», «Мёртвая зона», «Закон и порядок», «Закон и порядок: Специальный корпус», «Скорая помощь», «Очень странные дела» и многих других.